# Stiptopodius nitidus
Stiptopodius nitidus là một loài bọ cánh cứng trong họ Bọ hung (Scarabaeidae).